# Saint-Gladie-Arrive-Munein
Saint-Gladie-Arrive-Munein (okzitanisch Sent Gladia, Arriba e Munenh) ist eine französische Gemeinde mit 198 Einwohnern (Stand 1. Januar 2022) im Département Pyrénées-Atlantiques in der Region Nouvelle-Aquitaine (vor 2016: Aquitanien). Die Gemeinde gehört zum Arrondissement Oloron-Sainte-Marie und zum Kanton Orthez et Terres des Gaves et du Sel (bis 2015: Kanton Sauveterre-de-Béarn).
Der Namensteil Saint-Gladie geht auf den heiligen Litorius zurück, einen Bischof von Tours von 338 bis 370. Arriba kommt aus dem gascognischen Wort arriba und bedeutet „Land in der Nähe eines Wasserlaufs“, Munein ist vermutlich von einem Mann namens „Muno“ abgeleitet.

## Geographie
Saint-Gladie-Arrive-Munein liegt ca. 40 km nordwestlich von Oloron-Sainte-Marie in der historischen Provinz Béarn an der Grenze zur historischen Region Soule im französischen Teil des Baskenlands.
Umgeben wird der Ort von den Nachbargemeinden:
| Guinarthe-Parenties | Sauveterre-de-Béarn                         | Barraute-Camu    |
| Osserain-Rivareyte  | Kompassrose, die auf Nachbargemeinden zeigt | Montfort         |
| Domezain-Berraute   | Etcharry Espiute                            | Tabaille-Usquain |

Saint-Gladie-Arrive-Munein befindet sich im Einzugsgebiet des Flusses Adour und liegt am linken Ufer des Gave d’Oloron, einem Nebenfluss des Gave de Pau. Das Gebiet der Gemeinde wird durchquert vom Saison, einem Nebenfluss des Gave, und seinem Zufluss, dem Ruisseau Haubiel, der in Saint-Gladie-Arrive-Munein entspringt.

## Geschichte
Die drei Dörfer Saint-Gladie, Arrive und Munein bildeten strategische Verteidigungspunkte für Sauveterre, die Hauptstadt des Hoch-Béarn im Mittelalter. Bei der Volkszählung des Béarn im Jahre 1385 wurden in Saint-Gladie vierzehn, in Arrive neun und in Munein zehn Haushalte gezählt. Alle Dörfer gehörten zur Bailliage von Sauveterre. In Saint-Gladie und in Munein gab es Laienklöster, Vasallen des Vicomtes von Béarn. Ein Nebenweg des Jakobswegs von Vézelay nach Santiago de Compostela verläuft durch das Gemeindegebiet. In Saint-Gladie gab es deshalb ein Hospital zur Aufnahme und Pflege von Pilgern. Von der Mitte des 16. Jahrhunderts bis zum Jahre 1685 gab es eine protestantische Minderheit in Saint-Gladie, eines der letzten hugenottischen Lehen im Béarn. 1668 war die Religionsausübung noch erlaubt, aber am 20. April 1685 wurde die evangelische Kirche zerstört. Am 12. Mai 1841 vereinigten sich Saint-Gladie, Arrive und Munein zur Gemeinde Saint-Gladie-Arrive-Munein.
Toponyme und Erwähnungen von Saint-Gladie waren:
- Sanctus-Lidorus (12. Jahrhundert, Manuskriptsammlung von André Duchesne, Band 114, Blatt 33),
- Sent-Ledie und Sent-Ledier (1384 bzw. 1385, Notare aus Navarrenx),
- Sent-Ladie (1385, Volkszählung im Béarn),
- Sent-Ladier und Nostre-Done de Sent-Ladie (1391 bzw. 1413, Notare aus Navarrenx),
- Sanladie und Sent-Ladia (1538 bzw. 1540, réformation de Béarn, Manuskriptsammlung des 16. bis 18. Jahrhunderts),
- Saint-Jean-Baptiste de Saint-Gladie (1655, Veröffentlichungen des Bistums Oloron),
- Saint Gladie (1750 und 1793, Karte von Cassini bzw. Notice Communale) und
- Saint-Gladie (1801, Bulletin des lois).[4][5][6]

Toponyme und Erwähnungen von Arrive waren:
- Arive (1385, Volkszählung im Béarn),
- Arribe, Aribe, Arriba und Ribbe (1538, 1546 bzw. 1548 für die letzten beiden Formen, réformation de Béarn, Manuskriptsammlung des 16. bis 18. Jahrhunderts) und
- Arrive (1750, 1793 und 1801, Karte von Cassini, Notice Communale, bzw. Bulletin des lois).[4][5][7]

Toponyme und Erwähnungen von Munein waren:
- Munen (11. Jahrhundert, laut Pierre de Marcas Buch Histoire de Béarn, S. 400),
- Munenh (1385, Volkszählung im Béarn),
- Monehn (1472, Notare aus Labastide-Villefranche),
- Munein (1750, Karte von Cassini),
- Memein (1793, Notice Communale),
- Muncin (1801, Bulletin des lois) und
- Munein (1863, Dictionnaire topographique de la France).[4][5][8]

### Einwohnerentwicklung
Nach dem Zusammenschluss der drei Gemeinden erreichte die Einwohnerzahl gleich einen Höchststand von rund 450. In der Folge reduzierte sich die Zahl bei kurzen Erholungsphasen bis zu den 1950er Jahren auf rund 220. Nach einer Erholungsphase in den folgenden zwei Jahrzehnten setzte wieder eine Phase der Stagnation ein.
| Jahr      | 1962 | 1968 | 1975 | 1982 | 1990 | 1999 | 2006 | 2009 | 2022 |
| --------- | ---- | ---- | ---- | ---- | ---- | ---- | ---- | ---- | ---- |
| Einwohner | 220  | 230  | 240  | 224  | 209  | 206  | 187  | 175  | 198  |

## Sehenswürdigkeiten
- Pfarrkirche in Saint-Gladie, geweiht Johannes dem Täufer. Der älteste Teil der Kirche ist ihr Glockenturm aus dem 12. Jahrhundert. Er ist mit zahlreichen Schießscharten in seinen glatten Außenwänden besetzt, davon allein sieben auf der Westseite, was dem Gotteshaus den Charakter einer Wehrkirche verleiht. Der Turm ist rund 20 m hoch und besitzt Zwillingsfenster in Rundbogenform und Okuli auf allen vier Seiten im oberen Teil. Er birgt zwei von drei Jochen des einschiffigen Langhauses. Der restliche Teil der Kirche mit einer dreiwandigen Apsis datiert aus dem 14. Jahrhundert. Diese besitzt große gotische Fenster und ist außen mit massiven Strebewerken ausgestattet. Unter dem Eingangsvorbau ist ein rechteckiges Christusmonogramm von einem früheren Ort wiederverwendet worden und verkehrt herum über dem spitzbogenförmigen Eingang platziert. Im Inneren erhebt sich ein großer Spitzbogen über das Langhaus und teilt es in zwei Teile. Der Schlussstein der sich kreuzenden Gewölberippen im Chor ist in Form eines Kreuzes ausgeformt und bemalt. Allerdings lässt seine Form aufgrund seiner Arme mehrere Deutungen zu. Es könnte sich um ein Tatzenkreuz handeln oder aber auch um ein Hugenottenkreuz. Diese Vieldeutigkeit reflektiert die bewegte religiöse Vergangenheit des Bèarn, könnte aber auch nur Ausdruck einer Kreativität des Künstlers sein. Hinter dem Altar zeigt ein Gemälde die Szene der Taufe Jesu durch Johannes den Täufer. Seit dem 22. Juli 1913 ist die Kirche als Monument historique klassifiziert.[10][11][12][13]

- Ehemaliges Hospital. Es liegt gegenüber der Pfarrkirche in Saint-Gladie. Das Gebäude ist mit einem hohen Dach ausgestattet, das mit den für die Region typischen Flachziegeln gedeckt ist. Der Sturz über der Eingangstür erinnert die Besucher, dass sie sich auf einen der Pilgerwege nach Santiago de Compostela befinden. Er besteht aus drei großen Sandsteinblöcken mit einem Medaillon auf dem mittleren Teil, das im Halbrelief ausgearbeitet ist. Die Umrandung des Medaillons ist wie eine Kordel geformt, die an den Gürtel erinnert, der von Mönchen und Pilgern getragen wird. Im Medaillon ist das Nomen sacrum IHS in einem Herzen unterhalb eines Kreuzes eingemeißelt. Oberhalb des Eingangs befindet sich ein Kreuzstockfenster mit einem Fensterkreuz aus gefastem Stein. Dieses architektonische Element ist eines der letzten Überbleibsel des mittelalterlichen Gebäudes und erlaubt eine Datierung des ursprünglichen Hauses vor dem 13. Jahrhundert. Im Hof ist ein Brunnen mit einem alten Schöpfmechanismus zu sehen. Er besteht aus einer Kette über eine Winde, die mit einer Kurbel betrieben wird. Der Brunnen steht geschützt an einer Seitenmauer und unter einem Regendach, das in jüngster Zeit restauriert wurde.[14][15][16][17]

- Adelshaus von Saint-Pée. Es handelt sich um das ehemalige Laienkloster, das unweit der Pfarrkirche im Zentrum von Saint-Gladie lag. In den Aufzeichnungen der Volkszählung im Jahre 1385 ist es unter der Bezeichnung „l’ostau de Johanot de Sent-Per“ aufgeführt. Sein Grundstück reicht bis an die Mauern des Friedhofs. Das Anwesen stammt aus dem 18. Jahrhundert, ein Flügel ist jedoch im Stil Louis-treize gehalten mit Dachgauben, deren Fenster mit Sprossen aus Holz gearbeitet sind. Die Fassaden sind unterhalb der Walmen als Attiken ausgebildet.[18]

- Hofeingangstor mit Schutzdach (1636). Die sorgfältig verbauten Werksteine der Einfassung des Tores verraten den Reichtum der früheren Besitzer. Der Schlussstein trägt die Jahreszahl „1636“. Ein kleines Balkenwerk auf der Mauer trägt ein mit traditionellen Flachziegeln gedecktes Walmdach, das den Eingang schützt. Die Bewahrung eines solch alten Vordachs ist außergewöhnlich, denn im 18. Jahrhundert wurde darauf Steuer erhoben, was viele Besitzer veranlasste, auf sie zu verzichten.[19]

- Hofeingangstor mit Schutzdach (1744). Er zeigt viele Ähnlichkeiten zum Tor aus dem Jahre 1636. Auch bei diesem Tor sind die Steine der Einfassung des korbbogenförmigen Tores sorgfältig verbaut. Das kleine Walmdach ist ebenfalls mit traditionellen, rechteckigen Flachziegeln gedeckt. Das Tor besitzt die beiden ursprünglichen, mit Nägeln beschlagenen Türflügeln.[20]

## Wirtschaft und Infrastruktur

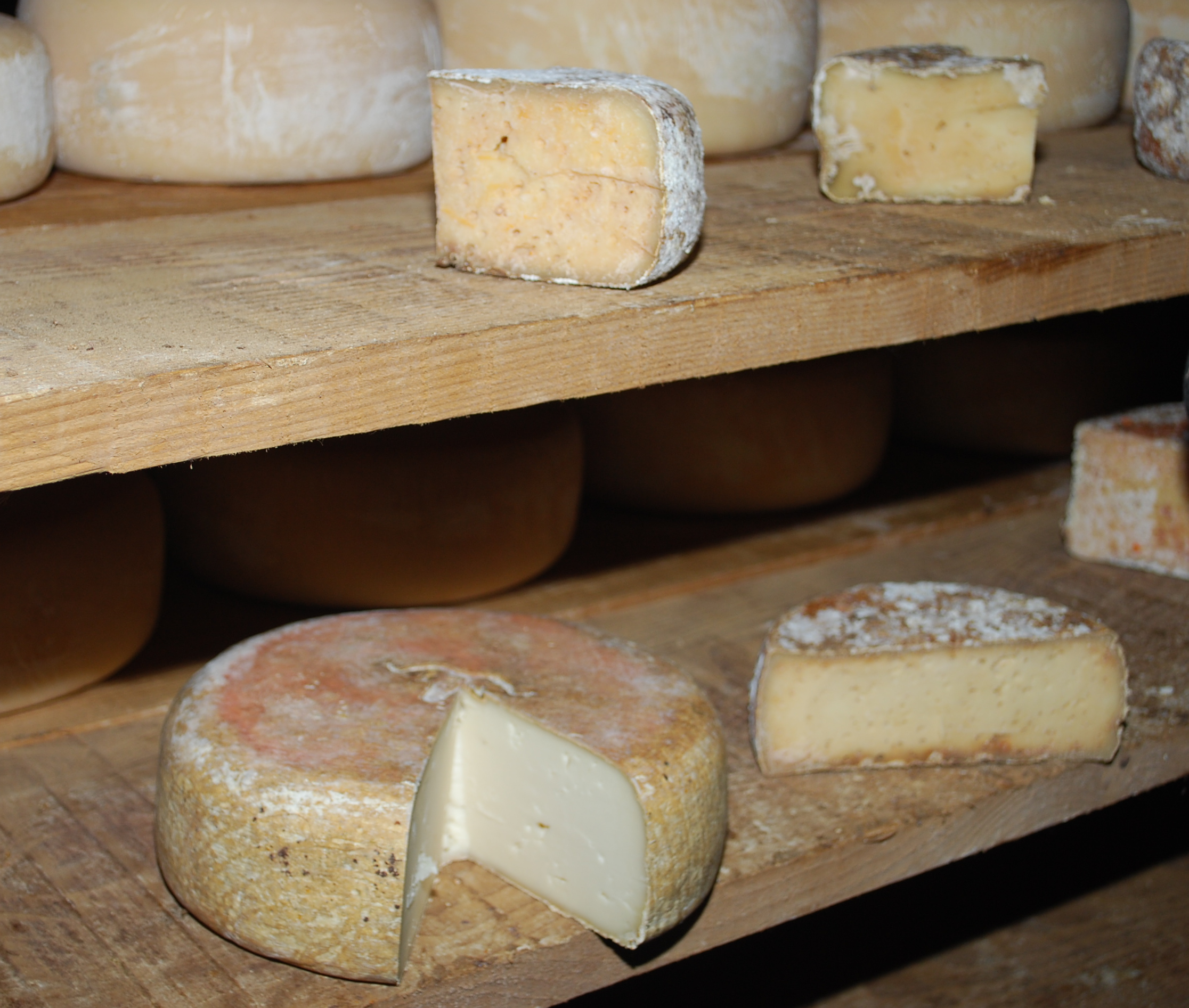
Käselaibe der AOC Ossau-Iraty

Saint-Gladie-Arrive-Munein liegt in den Zonen AOC des Ossau-Iraty, eines traditionell hergestellten Osserain-Rivareyte Schnittkäses aus Schafmilch, sowie der Schweinerasse und des Schinkens „Kintoa“.

### Verkehr
Saint-Gladie-Arrive-Munein ist erreichbar über die Routes départementales 23, 140, 274, 316, 723 und 936, der ehemaligen Route nationale 636.

## Persönlichkeiten
Léon Bérard, geboren am 6. Januar 1876 in Sauveterre-de-Béarn, gestorben am 24. Februar 1960 in Paris, war Rechtsanwalt, Schriftsteller und konservativer Politiker der Dritten Französischen Republik. Seine Grabstätte befindet sich auf dem Friedhof von Saint-Gladie neben der Pfarrkirche.